# Lycodes sadoensis
Lycodes sadoensis is een  straalvinnige vissensoort uit de familie van puitalen (familie) (Zoarcidae). De wetenschappelijke naam van de soort is voor het eerst geldig gepubliceerd in 1980 door Toyoshima & Honma.
De soort staat op de Rode Lijst van de IUCN als Onzeker, beoordelingsjaar 2009.